# Sterling City
La ville de Sterling City est le siège du comté de Sterling, dans l’État du Texas, aux États-Unis. Sa population s’élevait à 888 habitants lors du recensement de 2010, estimée à 1 062 habitants en 2016.

## Source
- (en) Cet article est partiellement ou en totalité issu de l’article de Wikipédia en anglais intitulé « Sterling City, Texas » (voir la liste des auteurs).